# فلامير نافيو
فلامير نافيو (23 أبريل 1994 بتيتوفو في جمهورية مقدونيا - ) هو لاعب كرة قدم مقدوني في مركزي الهجوم والوسط. شارك مع منتخب جمهورية مقدونيا تحت 17 سنة لكرة القدم ومنتخب جمهورية مقدونيا تحت 19 سنة لكرة القدم ومنتخب مقدونيا تحت 21 سنة لكرة القدم. أما مع النوادي، فقد لعب مع نادي أبويل ونادي بازل ونادي سكندربيو كورتشه ونادي شكينديا ونادي هامبورغ ونادي هامبورغ 2 ‏.

## وصلات خارجية
- فلامير نافيو على موقع قاعدة بيانات كرة القدم.إي يو (الإنجليزية)
- فلامير نافيو على موقع بيانات كرة القدم. دي إي (الألمانية)
- فلامير نافيو على موقع Soccerbase.com (لاعب) (الإنجليزية)
- فلامير نافيو على موقع Soccerway.com (الإنجليزية)
- فلامير نافيو على موقع عالم كرة القدم.نت (الإنجليزية)